# Franck Chambilly
Franck Chambilly (Longjumeau, 3 de septiembre de 1970) es un deportista francés que compitió en judo. Ganó dos medallas de bronce en el Campeonato Europeo de Judo en los años 1994 y 1996.
Participó en los Juegos Olímpicos de Atlanta 1996, donde finalizó decimotercero en la categoría de –60 kg.

## Palmarés internacional
| Campeonato Europeo | Campeonato Europeo     | Campeonato Europeo | Campeonato Europeo |
| Año                | Lugar                  | Medalla            | Categoría          |
| ------------------ | ---------------------- | ------------------ | ------------------ |
| 1994               | Gdańsk (Polonia)       | Medalla de bronce  | –60 kg             |
| 1996               | La Haya (Países Bajos) | Medalla de bronce  | –60 kg             |